# زندگانی من
زندگانی من کتابی خودزندگی‌نامه از احمد کسروی است. این کتاب شامل سه بخش زندگانی من، ده سال در عدلیه (که خود به‌عنوان کتابی جدا نیز چاپ شده) و چرا از عدلیه بیرون آمدم است.

## محتوا
کسروی در این کتاب از شرح زندگی خود تا سال سی سالگی و همچنین سرگذشت اجدادش نوشته‌است.
همچنین کسروی دربارهٔ چرایی نوشتن این کتاب ذکر کرده‌است:
من هرگز دوست نداشته‌بودم که مردی شناخته گردم و نامم به زبان‌ها افتد. ولی چون خواه و ناخواه افتاده و بسیار بجا می‌بود که تاریخ زندگانی‌ام را خودم بنویسم که نیاز نباشد دیگران بپرسند و چیزهایی از راست و دروغ بدست آورند.— کسروی، ۱۳۲۳